# Gabrielle (Xena: la princesa guerrera)
Gabrielle es la coprotagonista de la serie de televisión Xena: la princesa guerrera. La actriz que la interpreta es la texana Renée O'Connor. Gabrielle es la compañera de viaje de Xena. A lo largo de sus aventuras en la serie, pasa de ser una simple aldeana a convertirse en una poetisa, para luego ser una gran guerrera.
Gabrielle es originaria de la pequeña aldea de Potidaia. Sus padres son Heródoto y Hécuba, y su hermana menor, Lila. En el primer capítulo de la serie, Pecados del pasado, Gabrielle es salvada de la esclavitud gracias a la intervención de Xena. Gabrielle decide acompañar a Xena en sus viajes, a pesar de ser totalmente inexperta en los peligrosos asuntos en los que la princesa guerrera se ve involucrada, para escapar de su aburrida vida y su futuro matrimonio con Pérdicas.
Al principio, Gabrielle es la luz y la inocencia que ayudan a Xena a no desviarse del nuevo camino que acaba de tomar. Pero tras salvar a una princesa amazona, Terreis, consigue sus derechos de sucesión y es iniciada en la tribu como guerrera, heredando así la procedencia amazona, que más tarde es proclamada reina de las mismas. La amazona Ephiny le concede su primera arma, un cayado, que acompañará a Gabrielle durante gran parte de la serie.
Durante la serie, Varia, una princesa amazona quiere castigar a Eva por los crímenes que cometió en el pasado, por lo que Gabrielle la reta a una pelea por el trono. Xena le ruega que no pelee, pues dice que no está preparada, pero no es escuchada. Cuando Gabrielle llega al encuentro se pueden escuchar a las amazonas apoyando a Varía, a quien se le puede ver calentando. Al comenzar la pelea, Gabrielle parece llevar la delantera, pero eso no tarda en cambiar. Intenta razonar con Varia pero ella no la escucha. Varia estrella el cuello de Gabrielle contra el palo de una lanza en frente de Xena y le destroza la columna vertebral. Xena va en busca de venganza, pero sorprendente mente es superada por Varía. Xena no es lo suficientemente fuerte y es derrotada por la sangrienta Varía.
En esa época, el gran sueño de Gabrielle era convertirse en una afamada barda, por lo que comenzó a escribir los distintos pergaminos que cuentan las hazañas de Xena, y que según la serie, son la fuente que demuestra la existencia de la princesa guerrera.
A pesar de haber rechazado un matrimonio con Pérdicas, tras reencontrarse con él fugazmente durante el asedio de Troya, Gabrielle aceptó casarse con él. Su felicidad duró poco, porque al día siguiente de su boda, Pérdicas murió a manos de la perturbada Callisto, la malvada némesis de Xena.
Joxer, amigo y compañero de viajes, está perdidamente enamorado de Gabrielle, pero no se atrevió a confesárselo hasta muy tarde. Por ende Gabrielle nunca pudo corresponderle.
En la tercera temporada de la serie, Gabrielle fue engañada en Britania para matar por primera vez, con lo que perdió su inocencia, y el dios Dahak quien la utilizó para que diera a luz a su hija, una semidiosa maléfica a la que Gabrielle llamó Hope (Esperanza). Xena quiso matar a Hope, consciente de su maldad, pero Gabrielle consiguió esconderla para salvar su vida. A la larga, esto fue un error, ya que cuando se volvieron a encontrar a Hope, ésta (que crecía más rápido de lo normal) liberó a Callisto y mató a Solan, el hijo de Xena. Gabrielle no tuvo más remedio entonces que envenenar a Hope. Estos hechos provocaron un gran conflicto entre Xena y Gabrielle, ya que Xena bajo estas acciones por parte de Hope, perdió la tranquilidad y dejó a un lado su amistad con Gabrielle, dejándose llevar por la ira, tras la muerte de su hijo. Lo cual fue solventado en el reino mágico de Ilusía. Posteriormente, Gabrielle se sacrificó para que Xena no matara a Hope, lo cual consiguió, pues Ares había llegado a un trato con las Parcas: si Xena mataba a Hope, ellas cortarían su hilo de la vida. Sin embargo, Ares salvó su vida y Gabrielle se reencontró con Xena en Potedaia.
La actriz que la interpreta pasó por un fuerte entrenamiento antes de la quinta temporada.
El nombre Gabrielle fue usado temporalmente para designar al satélite del planeta enano Eris, que había recibido el nombre provisional Xena; posteriormente el satélite fue designado en forma oficial como Disnomia.

## Introducción al Personaje

### Orígenes de Gabrielle: Contexto Familiar y Social, Vida en Poteidaia
Gabrielle nace en la aldea de Poteidaia, una pequeña y tranquila comunidad situada en el norte de Grecia, alrededor del 42 a. C. Esta aldea, de origen humilde y agrícola, es el reflejo de la vida sencilla que Gabrielle lleva al principio de la serie. Su familia está compuesta por Heródoto (su padre), Hécuba (su madre), y su hermana Lila.
Gabrielle crece en una familia tradicional, donde los roles de género y las expectativas sociales están muy definidos. Su madre, Hécuba, tiene una actitud muy protectora hacia ella y su hermana, y espera que Gabrielle siga la ruta que la sociedad les dicta: casarse con Perdicas, su amigo de la infancia, y convertirse en una esposa dedicada. A pesar de esto, Gabrielle tiene una profunda necesidad de encontrar algo más significativo en su vida. Mientras que su hermana Lila se ajusta a las expectativas tradicionales y se conforma con la vida en la aldea, Gabrielle busca aventuras más allá de los límites de Poteidaia.
Desde muy joven, Gabrielle es una narradora talentosa, y su amor por las historias y las leyendas la distingue de las demás personas de su comunidad. Lejos de la vida campesina que la rodea, Gabrielle sueña con algo más grande, con un propósito que va más allá de las expectativas de su familia y su sociedad. Sin embargo, en sus primeros años, Gabrielle aún no tiene una visión clara de lo que desea lograr, más allá de explorar el mundo y contar las historias de los héroes.
El contexto social y familiar de Gabrielle, centrado en una vida modesta y una familia con expectativas tradicionales, contrasta profundamente con los futuros desafíos que enfrentará. Aunque siente el peso de las expectativas de su madre y la presión de la sociedad para cumplir con su papel, su corazón siempre está buscando algo más. Este anhelo de aventura y la búsqueda de un propósito superior son los motores que impulsan sus decisiones y que, eventualmente, la llevan a encontrarse con Xena.

### Primer Encuentro con Xena
El primer encuentro de Gabrielle con Xena ocurre en el primer episodio de la serie, "Sins of the Past", cuando Xena llega a Poteidaia mientras Gabrielle está en su casa preparándose para casarse con Perdicas. El destino la pone en el camino de Xena en un momento crucial. En este episodio, la aldea es atacada por Draco y sus guerreros, quienes buscan esclavizar a los aldeanos. Xena, con su habilidad excepcional para el combate, aparece para salvar a los aldeanos, ganándose rápidamente la admiración de Gabrielle.
Motivaciones Iniciales de Gabrielle
Cuando Gabrielle ve a Xena en acción, luchando con una habilidad impresionante y demostrando una valentía inquebrantable, se siente profundamente atraída por su heroísmo. Xena no solo lucha por sí misma, sino que defiende a los débiles, lo que resuena en Gabrielle, quien ha estado buscando algo más grande en su vida. Este es el primer despertar de Gabrielle hacia un propósito mayor que su vida tranquila en Poteidaia. A través de Xena, Gabrielle ve una figura que ha superado su pasado oscuro y que ahora lucha por un bien superior. La idea de que alguien puede redimir sus propios errores y hacer el bien, a pesar de haber tenido un pasado turbulento, es un concepto que atrae profundamente a Gabrielle.
Gabrielle admires a Xena no solo por sus habilidades de combate, sino por su fuerza interior, su capacidad de liderazgo y, lo más importante, su deseo de luchar por una causa justa. La figura de Xena como heroína redimida representa para Gabrielle una especie de modelo a seguir, algo que ella siente que necesita para encontrar su propio propósito en el mundo.
Razones para Seguir a Xena
Aunque inicialmente Gabrielle está comprometida con su vida en Poteidaia y su matrimonio con Perdicas, su encuentro con Xena cambia todo. Gabrielle siente que algo dentro de ella ha despertado, un anhelo de aventuras y de vivir una vida con significado. Xena representa la posibilidad de escapar de su vida predecible y abrazar un futuro lleno de desafíos y crecimiento personal.
A pesar de la resistencia de Xena y de las dudas iniciales sobre la capacidad de Gabrielle para seguirla, la determinación de Gabrielle es evidente. Gabrielle ve en Xena no solo a una guerrera, sino a una figura maternal y protectora que puede ayudarla a entender mejor el mundo y a sí misma. A través de su persistencia, Gabrielle demuestra que está dispuesta a aprender y a convertirse en algo más grande que la joven bardo que era al principio.
La decisión de seguir a Xena no solo está motivada por el deseo de aventuras, sino también por una búsqueda espiritual y personal. Gabrielle está buscando redención en su propia vida, al igual que Xena, y siente que su camino está ligado al de la guerrera. Sabe que este viaje será peligroso, pero su convicción de que hay algo más grande esperando la impulsa a seguir a Xena, a pesar de los riesgos.

## Evolución del Personaje de Gabrielle

### De Bardo a Guerrera
Gabrielle comienza su viaje como una joven bardo idealista, con una profunda pasión por contar historias. Su enfoque inicial en la vida es capturar los momentos heroicos que observa a su alrededor, con la esperanza de inspirar a otros a través de sus relatos. A lo largo de la serie, sin embargo, Gabrielle experimenta una transformación significativa, pasando de ser una soñadora que prefiere evitar la violencia a una guerrera capaz de enfrentarse a las dificultades del mundo con una fuerza y habilidad de combate sorprendentes.
Influencias que Moldean su Carácter
- Xena: La figura de Xena es la mayor influencia en la vida de Gabrielle. Aunque al principio Gabrielle sigue a Xena por admiración, pronto se convierte en su amiga y compañera. A través de Xena, Gabrielle comienza a comprender la complejidad de la lucha entre el bien y el mal. Xena no solo la enseña a combatir, sino que también le transmite la importancia de la redención y el sacrificio personal.
- Perdicas y el conflicto moral: La muerte de Perdicas, su esposo, es otro punto de inflexión crucial en su viaje hacia la madurez. Su trágica muerte a manos de Callisto marca un profundo cambio emocional en Gabrielle, quien comienza a cuestionar su fe en la no violencia. Este evento desencadena una lucha interna en Gabrielle, quien debe equilibrar su deseo de hacer el bien con la dureza de las circunstancias que enfrenta.

A medida que Gabrielle se enfrenta a situaciones extremas, como la pérdida de su esposo y el testimonio del sufrimiento humano, comienza a comprender que, a veces, la lucha es inevitable. Su transición a guerrera no es solo una habilidad física, sino también un proceso de madurez emocional y filosófica, que le permite equilibrar su moralidad con la dureza de la realidad.

### Transformación en Princesa y Reina Amazona
Uno de los giros más importantes en la evolución de Gabrielle es su ascenso al liderazgo de las Amazonas, un cambio que la coloca en el centro de las decisiones estratégicas y espirituales de la tribu.
El Derecho de Casta y Su Iniciación como Princesa
Gabrielle recibe el derecho de casta de la reina amazona Terreis tras salvar su vida, lo que la convierte en princesa de las Amazonas. Este momento es significativo porque, al ser aceptada como parte de la tribu, Gabrielle asume un papel más allá de su identidad como bardo. La transformación de Gabrielle de una joven inexperta a una figura de autoridad es gradual pero fundamental. A partir de ese momento, su vida se ve marcada por las responsabilidades de liderazgo, en las que debe equilibrar la compasión con la necesidad de decisiones difíciles.
Liderazgo y Decisiones como Reina
- Transformación de la ideología pacifista: Cuando Gabrielle se convierte en reina, se enfrenta a situaciones que requieren de decisiones difíciles, algunas de las cuales implican la lucha y el sacrificio. Durante este tiempo, Gabrielle tiene que lidiar con las expectativas de ser una líder mientras mantiene su propio sentido de moralidad. Aunque al principio evita la violencia, la necesidad de proteger a su tribu la lleva a adoptar una postura más activa en combate.
- Relación con las Amazonas: A medida que Gabrielle se adapta a su rol de líder, su vínculo con las Amazonas se profundiza. Ella no solo es una reina en el sentido formal, sino también una líder espiritual y estratégica, guiando a las Amazonas a través de situaciones de guerra y paz. Gabrielle demuestra ser capaz de hacer sacrificios por el bien de su tribu, lo que refuerza su capacidad de tomar decisiones duras pero necesarias.

### La Madre y el Sacrificio
La maternidad es uno de los aspectos más trágicos y complejos de la vida de Gabrielle. Su hija, Hope, es concebida por Gabrielle y Dahak, un dios de la oscuridad. La llegada de Hope representa una prueba moral para Gabrielle, ya que, aunque es su hija, Hope está vinculada a un destino oscuro.
El Sacrificio de Gabrielle
Gabrielle, a pesar de ser madre, se ve obligada a tomar decisiones terribles cuando Hope se convierte en una amenaza para la humanidad. La lucha interna de Gabrielle refleja su dolor y el conflicto entre su amor maternal y su deber como heroína. En un momento devastador, Gabrielle sacrifica a Hope para evitar el mal que representa para el mundo, un acto que marca un punto de no retorno en su vida. 
Consecuencias Emocionales y Filosóficas
El sacrificio de Gabrielle como madre es una de las decisiones más dolorosas que enfrenta en la serie. Las consecuencias emocionales son profundas, ya que, a pesar de la victoria, Gabrielle sufre una pérdida irreparable. Este sacrificio también la lleva a replantearse su propia ideología moral, enfrentándose a la complejidad de las decisiones difíciles y el costo de la justicia. La muerte de Hope plantea preguntas filosóficas sobre el amor, el deber y el sacrificio, y Gabrielle debe encontrar la fortaleza interna para seguir adelante después de semejante tragedia.

### Gabrielle como Guerrera Completa
En la última fase de su evolución, Gabrielle asume por completo el legado de Xena y se convierte en una guerrera en todos los sentidos. Su adopción del chakram simboliza esta transformación final, ya que, al igual que Xena, ella demuestra una habilidad excepcional para manejar esta poderosa arma.
La Adopción del Chakram
Tras la muerte de Xena, Gabrielle toma el chakram de su amiga y se convierte en la portadora del legado de Xena. El chakram no solo es un arma física, sino que también es un símbolo de la fuerza, la valentía y la redención de Xena. Gabrielle, al dominar esta arma, demuestra que ha asumido su papel no solo como compañera de Xena, sino también como su sucesora. Esto marca su transición final de bardo a guerrera completa, capaz de enfrentarse a cualquier desafío y liderar por derecho propio.
Capacidad de Liderar y Enfrentar Desafíos
Como líder, Gabrielle demuestra su capacidad para inspirar a otros, enfrentar grandes desafíos y tomar decisiones cruciales en momentos de crisis. A lo largo de los episodios finales de la serie, Gabrielle lucha al mismo nivel que Xena, enfrentándose a enemigos poderosos y tomando decisiones que afectan el destino de muchos. Su capacidad para liderar se pone a prueba en repetidas ocasiones, y a lo largo de sus batallas, Gabrielle nunca pierde de vista la importancia de la justicia y la humanidad.
Asumir el Legado de Xena
Al final de la serie, Gabrielle asume plenamente el legado de Xena, no solo como guerrera, sino como una figura que tiene el poder de redimir y guiar a otros. Su transformación definitiva como guerrera, su uso del chakram y su habilidad para liderar y enfrentar desafíos refuerzan la idea de que Gabrielle es mucho más que una simple compañera: es una heroína en su propio derecho.

## Habilidades y Capacidades
Gabrielle, a lo largo de Xena: Warrior Princess, no solo desarrolla habilidades de combate y liderazgo, sino que también profundiza en su conexión espiritual, lo que la convierte en un personaje multifacético con capacidades que van más allá de la lucha física. Su evolución desde una joven bardo hasta una guerrera experimentada y líder espiritual refleja el crecimiento personal y las experiencias transformadoras que atraviesa.
1. Habilidades de Combate
Gabrielle comienza su trayectoria como una joven bardo, pero rápidamente aprende a defenderse, pasando de la no violencia a la acción en combate. Su transición hacia la guerrera es gradual y está profundamente influenciada por Xena y las circunstancias que enfrenta en sus viajes.
- Uso del Bo Staff (Báculo):

Primer arma de Gabrielle: El bo staff es la primera arma con la que Gabrielle comienza su entrenamiento en combate. Inicialmente, usa el báculo con un enfoque de defensa no letal, lo que refleja su deseo de evitar la violencia siempre que sea posible.
Desarrollo de habilidad: A lo largo de la serie, Gabrielle se convierte en una experta en el uso del bo staff, utilizando esta arma para desarmar enemigos y bloquear ataques. Su agilidad y precisión la convierten en una combatiente formidable, capaz de manejar múltiples oponentes a la vez.
- Sai:

Arma ofensiva: Gabrielle adopta los sai como una forma de transición hacia un combate más letal. El uso de estas armas de tridente refleja su disposición a luchar de manera más agresiva cuando la situación lo exige.
Habilidad en combate cuerpo a cuerpo: Gabrielle demuestra un dominio impresionante de estas armas, y su habilidad con los sai resalta su evolución como combatiente.
- Katana:

Entrenamiento en Japón: Durante su viaje a Japón, Gabrielle se familiariza con la katana, una espada tradicional japonesa, y adquiere una habilidad notable en su uso. Esto marca otro punto en su crecimiento como guerrera, ya que la katana requiere un gran control y precisión.
- Chakram:

Adopción del chakram de Xena: En los episodios finales, Gabrielle asume el uso del chakram, el símbolo más icónico de Xena. Su habilidad para manejar esta arma legendaria es un claro reflejo de su madurez y su asunción del legado de Xena. El chakram representa no solo una habilidad técnica, sino también el compromiso de Gabrielle con la justicia y el sacrificio que Xena representaba.
- Combate Cuerpo a Cuerpo y     Artes Marciales:

Entrenamiento: Además de dominar las armas, Gabrielle se convierte en una combatiente experta en artes marciales. Su agilidad y destreza en combate cuerpo a cuerpo le permiten enfrentarse a enemigos poderosos y mantenerse a la par de Xena en diversas situaciones de combate.
2. Habilidades de Liderazgo y Estrategia
- Liderazgo Amazona:

Como princesa y reina amazona, Gabrielle demuestra una impresionante capacidad para liderar y tomar decisiones estratégicas. Su ascenso en la tribu amazona refleja su madurez y la confianza que sus compañeras depositan en ella.
Gabrielle equilibra sus responsabilidades como líder espiritual y militar, guiando a las Amazonas en situaciones de guerra y enfrentando los dilemas de gobernar con sabiduría y empatía.
- Capacidad Estratégica:

A lo largo de la serie, Gabrielle demuestra una notable capacidad para planificar estrategias militares y resolver conflictos. Su habilidad para hacer frente a batallas difíciles refleja su crecimiento como líder y guerrera.
3. Habilidades Espirituales y Chamánicas
Gabrielle no solo es una guerrera en el sentido físico, sino que también explora una dimensión más espiritual en su vida. A lo largo de la serie, se enfrenta a su conexión con el mundo espiritual, lo que la lleva a adquirir habilidades chamánicas y a desarrollar una profunda sensibilidad espiritual.
- Camino del Amor y Filosofía     Espiritual:

Durante su estancia en India, Gabrielle se encuentra con Eli, un líder espiritual, quien le enseña el Camino del Amor, una filosofía basada en la no violencia, la compasión y la búsqueda interior. Este período marca un cambio significativo en su vida, ya que comienza a ver el mundo a través de una lente más espiritual y pacífica, aunque siempre se enfrenta al dilema de combinar esta visión con la realidad del combate.
- Renacimiento Espiritual:

Gabrielle tiene varias experiencias de muerte y renacimiento, lo que le otorga una conexión más profunda con el mundo espiritual. Tras morir en ciertos momentos de la serie, Gabrielle experimenta una transformación que le permite entender y conectarse con las energías más allá del plano físico.
- Vínculo Espiritual con Xena:

Uno de los aspectos más relevantes de la espiritualidad de Gabrielle es su conexión mística con Xena. A lo largo de la serie, se establece un vínculo espiritual profundo entre ambas, particularmente cuando ambas están unidas por el mehndi, un arte corporal que simboliza la unión de sus almas. Este vínculo no solo es físico, sino también espiritual, y su conexión a través de sus reencarnaciones y destinos compartidos refleja una relación trascendental.
- Habilidades Chamánicas:

A lo largo de su viaje, Gabrielle también adquiere habilidades chamánicas, incluyendo la capacidad de realizar viajes astrales y de comunicarse con el más allá. Estas habilidades, adquiridas en parte por su entrenamiento y en parte por su conexión espiritual con los dioses y las fuerzas sobrenaturales, la convierten en una figura capaz de interactuar con entidades espirituales y de ayudar a las almas a cruzar al otro lado.
En episodios como "The Deliverer", Gabrielle entra en contacto con los poderes de Dahak y los espíritus del más allá, lo que le permite acceder a conocimientos más allá de lo físico.
- Sanación Espiritual y     Curación:

Aunque no tiene habilidades curativas al nivel de Xena, Gabrielle demuestra un instinto sanador y una profunda empatía, lo que la hace ser capaz de curar emocionalmente a sus amigos y compañeros. Su capacidad para escuchar y entender las necesidades emocionales de los demás la convierte en una figura de apoyo espiritual y emocional. 
4. Otras Habilidades
Empatía y Diplomacia: Gabrielle posee una capacidad excepcional para comprender las emociones de los demás, lo que la convierte en una mediadora natural. Su habilidad para resolver conflictos a través del diálogo y la diplomacia es clave en muchas de las historias de la serie.
Narración: Como bardo, Gabrielle tiene una habilidad única para contar historias, lo que no solo es una de sus habilidades más destacadas, sino que también la conecta profundamente con la humanidad y el legado de Xena. Sus relatos no solo capturan los momentos heroicos de Xena, sino que también sirven como una forma de preservar la historia y enseñar a las futuras generaciones.

## Relaciones Clave

#### Gabrielle y Xena
La relación entre Gabrielle y Xena es, sin lugar a dudas, el eje central de Xena: Warrior Princess. A lo largo de la serie, este vínculo se desarrolla desde una admiración de una joven hacia una heroína, hasta una profunda conexión emocional y espiritual que se convierte en una de las relaciones más complejas y significativas de la televisión.
- Mentoría y Admiración:  Al principio de la serie, Gabrielle sigue a Xena no solo por su habilidad para luchar, sino también por su capacidad de redención. Xena, con su pasado oscuro y sus intentos de corregir sus errores, actúa como modelo de transformación para Gabrielle. En muchas formas, Gabrielle ve en Xena lo que ella misma desea llegar a ser: una mujer fuerte, compasiva y determinada. Gabrielle busca encontrar su propósito a través de Xena, y su rol como mentora en la vida de Gabrielle es fundamental en sus primeros años de aprendizaje.

- Compañerismo y Hermandad:  La relación se transforma en una verdadera amistad y hermandad, donde ambas se cuidan mutuamente y se enfrentan a desafíos juntos. Gabrielle no solo es la compañera de Xena, sino también la voz moral que le recuerda a Xena el valor de la compasión y la justicia.  A medida que Gabrielle se va convirtiendo en una guerrera, su relación con Xena se equilibra más como una alianza que como una relación de mentora y aprendiz. Gabrielle ofrece a Xena el apoyo emocional y la humanidad que ella a veces pierde debido a su duro pasado y su lucha constante con su propia naturaleza.
- Conexión Espiritual y Reencarnaciones:  Una de las facetas más profundas de su relación es la conexión espiritual que ambas comparten. En episodios clave como el de la unión del mehndi, Xena y Gabrielle están vinculadas de una manera espiritual y mística, lo que indica que sus destinos están entrelazados a lo largo del tiempo. Este vínculo trasciende el plano físico y resalta cómo las dos están destinadas a estar juntas, incluso más allá de la vida misma. La serie muestra cómo sus almas están conectadas a través de sus reencarnaciones, un elemento que refuerza la perdurabilidad de su relación.
- Sacrificio Mutuo:  Gabrielle y Xena se enfrentan a situaciones donde el sacrificio es una constante. Xena se sacrifica para salvar a Gabrielle en varias ocasiones, y Gabrielle, a su vez, pone su vida en riesgo para proteger a Xena. Esta constante dinámica de sacrificio refleja el amor profundo y la lealtad inquebrantable entre ellas.

#### Gabrielle y Joxer
Joxer es un personaje cómico y leal que, a pesar de no tener habilidades de combate tan excepcionales como Xena o Gabrielle, se convierte en un miembro esencial del equipo. Aunque su relación con Gabrielle no es romántica, es un vínculo de amistad sincera y respeto mutuo.
- Amistad y Lealtad:  Joxer, aunque a menudo es un personaje cómico y algo torpe, es extremadamente leal a Gabrielle y a Xena. Siempre está dispuesto a ayudarlas en sus misiones, a pesar de no ser tan hábil en el combate. Su relación con Gabrielle es de camaradería, y ella, a pesar de su amor por la aventura y el combate, lo trata con cariño y respeto. Gabrielle valora profundamente la lealtad de Joxer, aunque no comparte los mismos sentimientos románticos que él tiene por ella.
- Relación Cómica y Ternura:  A pesar de que Gabrielle no corresponde el amor romántico de Joxer, su relación tiene una componente tierno y afectuoso. Gabrielle, en muchos momentos, actúa como la figura de apoyo emocional para Joxer, mostrándole que su valor no se mide solo en habilidades de combate. Esta relación agrega una dimensión emocional a la serie, equilibrando la acción con momentos de ligereza y compasión.

#### Gabrielle y Perdicas
Perdicas, el amigo de la infancia de Gabrielle, es el primer amor serio de Gabrielle. Su relación con él es breve, pero tiene un impacto significativo en su desarrollo emocional y en su visión de la vida.
- Matrimonio y Tragedia:  Gabrielle y Perdicas se casan al principio de la segunda temporada de la serie. Su amor juvenil se ve truncado cuando Perdicas es asesinado por Callisto durante su luna de miel. Este trágico evento marca profundamente a Gabrielle, pues le da una dura lección sobre la naturaleza de la violencia y la finitud de la vida. La muerte de Perdicas también es un catalizador para la evolución de Gabrielle, ya que debe lidiar con el dolor de la pérdida y la desilusión de perder a alguien a quien amaba profundamente.
- Impacto en la Filosofía de Gabrielle:  La muerte de Perdicas cambia el enfoque filosófico de Gabrielle, quien comienza a cuestionar el concepto de no violencia. Aunque al principio Gabrielle es firmemente pacifista, la pérdida de Perdicas la hace entender la complejidad moral de las situaciones en las que se encuentra, y empieza a reconocer que a veces, la violencia es inevitable para proteger a quienes ama. Esta tragedia la impulsa a una madurez emocional y filosófica, que le permite ver el mundo de una manera más realista y pragmática.

#### Gabrielle y Hope
La relación de Gabrielle con Hope es sin duda una de las más complejas y trágicas de la serie. Hope, la hija de Gabrielle y Dahak, es un personaje central en el arco narrativo de Gabrielle, ya que representa el conflicto interno de Gabrielle entre el amor maternal y la necesidad de proteger el bien mayor.
- Amor Maternal y Conflicto Moral: Gabrielle, al enterarse de que Hope es hija de un dios maligno y que lleva la oscuridad en su sangre, se enfrenta a un profundo dilema moral. A pesar de su amor por Hope, Gabrielle sabe que la niña es peligrosa y puede ser una amenaza para el mundo. Este conflicto pone a prueba la relación madre-hija, ya que Gabrielle debe tomar decisiones difíciles sobre cómo matar a su propia hija para detener el mal que representa.
- Sacrificio y Pérdida: En un momento devastador, Gabrielle se ve obligada a sacrificar a Hope para salvar a otras personas, lo que resulta en un acto de autopreservación y sacrificio. La pérdida de Hope, aunque necesaria para la supervivencia de muchos, deja a Gabrielle marcada, ya que tiene que afrontar las consecuencias emocionales de perder a su hija, quien en muchos aspectos simboliza sus propios fallos y el dolor de las decisiones difíciles.

#### Gabrielle y las Amazonas
Gabrielle tiene una relación muy estrecha con las Amazonas, una tribu de guerreras con la que se asocia tras su primera aventura. A través de las Amazonas, Gabrielle no solo encuentra un lugar donde se valora su fuerza como guerrera, sino también una comunidad espiritual y cultural.
- Princesa y Reina Amazona: Tras la muerte de Terreis, Gabrielle hereda el título de princesa amazona y más tarde asume el liderazgo de la tribu como reina. Su relación con las Amazonas es de liderazgo y mutuo respeto. Aunque su liderazgo es cuestionado por algunas, su capacidad de tomar decisiones justas y proteger a su tribu refuerza su valor como líder. Gabrielle, a lo largo de su tiempo con las Amazonas, también asume la responsabilidad de enseñarles las lecciones de la compasión y la paz, una enseñanza que proviene de su propia evolución personal.

## Momentos Clave y Desarrollo del Personaje
Los momentos clave en la vida de Gabrielle no solo están ligados a los eventos dramáticos de la serie, sino también a las lecciones y transformaciones personales que atraviesa. Estos eventos reflejan su crecimiento emocional, espiritual y físico, y cómo cada uno de ellos contribuye a su desarrollo como guerrera, líder y heroína en su propio derecho.

#### La Muerte de Perdicas
La muerte de Perdicas en la segunda temporada es un punto de inflexión clave en la vida de Gabrielle. Perdicas, su primer amor y esposo, es asesinado por Callisto, lo que marca una de las primeras grandes tragedias emocionales en su vida. Esta pérdida no solo es un golpe devastador, sino que también desencadena una profunda reflexión sobre la naturaleza del sufrimiento, la muerte y la venganza.
- Impacto Emocional: La muerte de Perdicas es una prueba para Gabrielle, quien se ve obligada a enfrentar su miedo a la violencia y su creciente desilusión con la no violencia. Su dolor por la pérdida de Perdicas la lleva a reconsiderar su enfoque sobre la vida y la justicia, impulsándola a aceptar que, en ciertas circunstancias, la violencia es necesaria para proteger a los demás.
- Transformación Moral: Este momento representa el principio de una evolución moral en Gabrielle, donde debe equilibrar su idealismo pacifista con la cruda realidad de un mundo lleno de conflicto y sufrimiento. La tragedia de perder a Perdicas hace que Gabrielle se convierta en una persona más resiliente, dispuesta a hacer sacrificios por el bien mayor.

#### La Traición en Chin: Gabrielle y Xena en Conflicto
Uno de los momentos más complejos de la relación entre Gabrielle y Xena se da durante su estancia en China, cuando Gabrielle, influenciada por la situación, traiciona a Xena para evitar que esta mate a Ming T’ien. Esta traición no solo pone en peligro su amistad con Xena, sino que también enfrenta a Gabrielle con el dilema moral de si hacer lo correcto o lo que ella cree que es moralmente necesario en ese momento.
- Lecciones Aprendidas: Este episodio enseña a Gabrielle una importante lección sobre la diferencia entre hacer lo correcto y hacer lo que uno cree que es correcto. La traición de Gabrielle, aunque realizada con buenas intenciones, muestra las consecuencias de actuar por impulsos emocionales sin considerar las repercusiones a largo plazo.
- Desarrollo de la Relación con Xena: La traición de Gabrielle causa una ruptura temporal entre ella y Xena. Sin embargo, este conflicto también fortalece su relación, ya que Gabrielle aprende a confrontar sus errores y Xena muestra una comprensión profunda de la compasión y el perdón, enseñando a Gabrielle la importancia de la redención.

#### La Maternidad y el Sacrificio de Hope
Uno de los momentos más dramáticos y emocionalmente desgarradores en la vida de Gabrielle es su relación con Hope, su hija con el dios Dahak. Hope, nacida de un vínculo oscuro, se convierte en una amenaza para el mundo. A lo largo de la serie, Gabrielle debe enfrentarse a la dificultad de ser madre y la necesidad de proteger a la humanidad, lo que culmina en su decisión de sacrificar a Hope para detener su maldad.
- Sacrificio Personal: El sacrificio de Hope representa un momento de gran dolor y autosacrificio para Gabrielle. Esta decisión muestra su madurez como madre y guerrera, al tener que poner el bien mayor por encima de su amor maternal. Este es un punto decisivo en su viaje, ya que se enfrenta a una de las decisiones más difíciles de su vida: elegir entre el amor incondicional por su hija y su deber hacia el mundo.
- Consecuencias Emocionales: El sacrificio de Hope, aunque necesario, deja una huella emocional profunda en Gabrielle. La culpa, el dolor y la tristeza acompañan a Gabrielle durante todo el proceso. Sin embargo, esta experiencia también le permite crecer en su comprensión de la naturaleza de la vida, la muerte y el sacrificio, lo que la convierte en un personaje más sabio y maduro.

#### El Legado de Xena: La Adopción del Chakram
Uno de los momentos culminantes en el desarrollo de Gabrielle como guerrera es su adopción del chakram de Xena tras la muerte de su amiga. El chakram no solo es un símbolo de poder, sino también un símbolo del legado de Xena, y su uso por parte de Gabrielle marca su transformación final en una guerrera en toda regla.
- Simbolismo del Chakram: El chakram representa la habilidad de Xena para luchar, pero también su capacidad de redención y sacrificio. Al asumir este legado, Gabrielle no solo se convierte en la portadora del chakram, sino también en una continuadora de los ideales que Xena defendía: la lucha por la justicia, la compasión y la protección de los inocentes.
- Liderazgo y Valor: Al usar el chakram, Gabrielle demuestra que ha evolucionado completamente. Ya no es solo la compañera de Xena, sino una líder y guerrera por derecho propio. Su habilidad para manejar el chakram, junto con su creciente capacidad para liderar batallas y enfrentar grandes desafíos, confirma su crecimiento y su asunción del legado de Xena.

#### La Resurrección de Gabrielle: Transformación Espiritual
El momento de la resurrección de Gabrielle es clave para entender su evolución espiritual. Tras su sacrificio y su muerte junto con Xena, Gabrielle regresa a la vida con una nueva perspectiva sobre el mundo y su rol dentro de él.
- Renacimiento Espiritual: La resurrección de Gabrielle no es solo un retorno físico, sino también una transformación espiritual. Al regresar, Gabrielle se enfrenta a la realidad de la muerte y la vida con una nueva sabiduría, más conectada con las fuerzas espirituales y el camino del amor que aprendió en India.
- Desarrollo Filosófico: Gabrielle se convierte en una figura de sabiduría y poder, no solo porque ha dominado el combate, sino porque ha llegado a una comprensión profunda de lo que significa vivir una vida de sacrificio, amor y justicia. Esta transformación espiritual es crucial para su rol como sucesora de Xena, ya que le permite completar su camino como guerrera y como líder espiritual.

## Gabrielle como Figura de Redención
Gabrielle es una de las figuras más complejas y profundas de Xena: Warrior Princess, y su camino hacia la redención es uno de los aspectos más destacados de su desarrollo como personaje. Desde su encuentro con Xena, Gabrielle lucha con los conceptos de culpa, perdón, sacrificio y superación personal. A lo largo de la serie, se enfrenta a errores pasados y decisiones difíciles, y su viaje hacia la redención la lleva a convertirse en una heroína no solo por sus habilidades en combate, sino por su capacidad de crecimiento, autorreflexión y compasión. Gabrielle representa la idea de que la redención es un viaje, uno que implica enfrentar los propios demonios y aprender de ellos.

#### El Encuentro con Xena: El Comienzo de la Redención
La relación entre Gabrielle y Xena es esencial para comprender la redención de Gabrielle. Cuando Gabrielle conoce a Xena, la princesa guerrera, ella está buscando un propósito mayor, escapar de las expectativas de su familia y descubrir su propio camino. En Xena, Gabrielle ve no solo a una héroe, sino a una mujer que ha tenido un pasado oscuro y que ha decidido redimirse. Este encuentro marca el principio de la redención compartida, ya que Gabrielle se siente inspirada por la lucha de Xena por corregir sus errores, lo que la motiva a buscar su propia forma de redención.
- Redención a través del aprendizaje: Desde el inicio, Gabrielle sigue a Xena en un proceso de aprendizaje, no solo físico, sino emocional y moral. Gabrielle aprende que la redención no es instantánea; es un camino largo que implica enfrentar el dolor y las consecuencias de las decisiones pasadas. A medida que viaja con Xena, Gabrielle comienza a ver cómo las acciones pasadas de Xena la impulsan a hacer el bien en el futuro, lo que la inspira a seguir su ejemplo. A través de este proceso, Gabrielle va asumiendo responsabilidad por sus propias acciones y eligiendo constantemente el camino correcto, incluso cuando es difícil.

#### La Muerte de Perdicas: Primer Encuentro con la Realidad de la Redención
La muerte de Perdicas, su primer amor y esposo, es una de las experiencias más devastadoras para Gabrielle y uno de los primeros momentos en los que debe enfrentarse a las consecuencias de las circunstancias que la rodean. Perdicas muere a manos de Callisto, lo que marca un punto de no retorno para Gabrielle, quien ve en la violencia y la muerte una cruel realidad. Sin embargo, en lugar de ceder al rencor o a la venganza, Gabrielle opta por seguir el camino de la justicia y la compasión, recordando las lecciones que aprendió de Xena.
- Transformación emocional: La muerte de Perdicas no solo es un punto de dolor, sino también un desafío moral que Gabrielle debe superar. En lugar de perderse en la oscuridad, Gabrielle elige la redención a través del perdón y el crecimiento personal. Esto refleja la naturaleza de su viaje: aprender a equilibrar el dolor con la compasión y la sabiduría.

#### La Relación con Hope: El Sacrificio y la Redención Personal
El arco narrativo de Hope y su relación con Gabrielle es otro pilar importante en su proceso de redención. Gabrielle es madre de Hope, una niña nacida del dios Dahak, quien representa el mal absoluto. A lo largo de la serie, Gabrielle enfrenta el conflicto entre el amor maternal y la moralidad. Mientras que Gabrielle ama a su hija, ella también es consciente de que Hope, debido a su naturaleza maligna, puede ser una amenaza para el mundo.
- Sacrificio por el bien mayor: El momento en que Gabrielle sacrifica a Hope para salvar al mundo es un acto de redención personal que subraya su capacidad para poner el bien mayor por encima de su amor maternal. Este sacrificio no es solo una decisión moral sobre cómo manejar el mal, sino también una decisión personal de Gabrielle para dejar ir a su hija y seguir el camino de la justicia. Este acto de sacrificio también refleja cómo Gabrielle, a lo largo de la serie, elige aprender de sus errores y crecer como persona.
- Enfrentando la culpa y la redención: La decisión de Gabrielle de matar a Hope es un reflejo de la culpa que siente por haberla traído al mundo. Sin embargo, el sacrificio de Hope le permite a Gabrielle finalmente liberarse de ese peso emocional. Al tomar esta difícil decisión, Gabrielle demuestra que la redención es a menudo dolorosa y requiere sacrificio, pero también es necesaria para avanzar y curar.

#### El Legado de Xena y la Adopción del Chakram
El momento más simbólico de la redención de Gabrielle es cuando asume el legado de Xena. Tras la muerte de Xena, Gabrielle toma el chakram, el arma más representativa de su compañera, y lo utiliza para continuar su misión. Esto no solo es un acto de habilidad guerrera, sino también de redención espiritual.
- Redención a través del legado: Al adoptar el chakram, Gabrielle asume la responsabilidad del legado de Xena, un acto que implica no solo continuar la lucha por el bien, sino también aprender de las lecciones de Xena: el valor de la redención personal, el perdón y el sacrificio. Gabrielle se convierte en una figura que no solo sigue los pasos de Xena, sino que aprende a liderar con las mismas cualidades que definieron a Xena: compasión, fuerza y determinación.
- Completa transformación: Al final de la serie, Gabrielle ya no es solo una compañera de Xena, sino una heroína por derecho propio. Su viaje de redención culmina en su habilidad para liderar y enfrentar los mismos desafíos que Xena, no con una necesidad de imitarla, sino con una comprensión y sabiduría propias.

#### Gabrielle como Figura de Redención para los Demás
Además de su propia redención personal, Gabrielle se convierte en una figura de redención para otros. Su capacidad para perdonar, guiar y apoyar a aquellos que se enfrentan a sus propios errores o luchas refleja su crecimiento y maturidad.
- Líder espiritual y emocional: Gabrielle se convierte en una especie de guía para los demás, enseñando el valor de la compasión y el perdón. En muchos episodios, Gabrielle ayuda a personajes secundarios a redimirse, ya sea enfrentando sus propios miedos, perdonando sus errores o tomando decisiones difíciles por el bien de otros.
- El poder del perdón: Gabrielle representa la idea de que la redención no es solo una cuestión personal, sino que también implica influir positivamente en el mundo y en las personas que la rodean. Su viaje hacia la redención personal se convierte en un modelo de cómo podemos redimir a los demás, sin perder de vista la importancia del perdón y la compasión.

## Cultura Popular y su Legado
Gabrielle, interpretada por Renée O'Connor, es uno de los personajes más queridos y complejos de Xena: Warrior Princess. Aunque la serie centró principalmente en Xena como la figura heroica y guerrera, Gabrielle se consolidó como un personaje clave en el universo de Xena y, con el tiempo, se convirtió en un símbolo de crecimiento personal, redención y compasión. Su evolución de una joven bardo idealista a una guerrera capaz de liderar y sacrificar por el bien mayor dejó una marca en la cultura popular y en los fans de la serie.

#### Gabrielle como Ícono de la Redención y el Crecimiento Personal
Uno de los aspectos más destacados de Gabrielle es su proceso de redención a lo largo de la serie. A pesar de comenzar como una figura que busca la aventura y el sentido moral en un mundo lleno de violencia y oscuridad, su viaje hacia convertirse en una guerrera y líder a la par de Xena le dio una dimensión única en la cultura popular.
- Figura de Redención:  Gabrielle representa la idea de que las personas pueden cambiar y crecer, sin importar su pasado. A lo largo de la serie, enfrenta dilemas morales, tragédias personales y errores, pero siempre elige aprender y superarse. Su historia resonó con los espectadores, convirtiéndola en un ícono de la posibilidad de cambio. Gabrielle demuestra que la redención es un proceso lleno de sacrificios y lecciones, un tema central que ha tenido un gran impacto en la audiencia.
- Emblema de la Compasión y el Perdón:  Mientras que Xena representaba la fuerza física y la justicia en su forma más contundente, Gabrielle encarnaba la compasión, la empatía y la humanidad. Gabrielle enseñó que la verdadera fuerza no solo se mide por el combate, sino por la capacidad de perdonar, de liderar con el corazón y de tomar decisiones difíciles por el bien de los demás. Este contraste entre Gabrielle y Xena es uno de los elementos que hace que Gabrielle sea tan memorable, ya que mostró que ser una heroína no requiere ser invulnerable o siempre fuerte, sino también vulnerable y humana.

#### Impacto en la Cultura Popular y la Comunidad de Fanes
Gabrielle dejó una huella profunda en la cultura popular y en la comunidad de fanes de Xena: Warrior Princess, no solo como la compañera de Xena, sino como una heroína en su propio derecho. Su crecimiento personal y su capacidad para desafiar las expectativas tradicionales de los personajes femeninos en la televisión de la época contribuyeron a su duradera popularidad.
- Símbolo Feminista:  Gabrielle es considerada una figura feminista dentro de la serie. A lo largo de Xena, muestra una fortaleza interna que no depende de la violencia ni de la superioridad física, sino de su compasión, sabiduría y sentido de justicia. Este enfoque fresco y multifacético de la heroína fue importante para muchas mujeres que vieron en Gabrielle una representación más amplia y completa de lo que significa ser fuerte y heroica. En un momento en que la televisión estaba llena de personajes femeninos que cumplían roles más limitados, Gabrielle rompió con esos estereotipos al ser un personaje complejo, vulnerable, pero también poderoso.
- Figura de Empoderamiento:  A través de su crecimiento personal, Gabrielle representa el empoderamiento de las mujeres, especialmente al ver cómo se desarrolla desde una simple campesina hasta guerrera, líder y líder espiritual. A lo largo de la serie, su habilidad para tomar el control de su destino y enfrentar los desafíos más difíciles hace de Gabrielle una fuente de inspiración para muchos que luchan por encontrar su lugar en el mundo. Su capacidad de mantenerse fiel a sus principios, incluso cuando se enfrenta a situaciones extremas, la convierte en un modelo de superación personal.

#### Gabrielle como Sucesora de Xena y Líder en Propio Derecho
La relación entre Gabrielle y Xena es esencial para la narrativa de la serie, y uno de los mayores legados de Gabrielle es su transición de compañera a líder. Al final de la serie, Gabrielle se convierte en sucesora de Xena, no solo como guerrera, sino como líder y defensora de la justicia.
- Liderazgo Guerrera:  La adopción del chakram de Xena es uno de los momentos más simbólicos de la serie, ya que representa la asunción del legado de Xena por parte de Gabrielle. Aunque Gabrielle inicialmente se sintió como la compañera de Xena, al final de la serie demuestra que ella misma puede liderar, no solo por sus habilidades de combate, sino por su sabiduría, compasión y justicia. Este liderazgo marca un importante punto de redención, ya que Gabrielle asume con orgullo el rol de heroína, mostrando que su viaje no solo la transformó a ella, sino también la preparó para ser una guerrera completa.
- Modelo de Redención:  A lo largo de la serie, Gabrielle demuestra que la redención es posible, independientemente del pasado o de los errores cometidos. Al ser la sucesora de Xena, se convierte en un símbolo de esperanza para aquellos que buscan mejorar, aprender y evolucionar. Este aspecto de su legado ha tenido una fuerte resonancia en diversos grupos de fanes, especialmente aquellos que han visto en Gabrielle un reflejo de sus propios viajes personales hacia la autoaceptación y la superación.

#### El Legado de Gabrielle en los Medios y la Cultura Pop
El legado de Gabrielle continúa siendo relevante, incluso años después de que Xena: Warrior Princess finalizara. Gabrielle es una figura de inspiración en diversas formas de medios y cultura popular, siendo una referencia para la creación de personajes femeninos fuertes, complejos y multidimensionales.
- Apariciones en otros medios: Aunque la serie terminó en 2001, Gabrielle sigue siendo una figura relevante en el universo de Xena, con varias referencias en otras producciones, fan fiction y debates culturales. Su legado ha influido en la forma en que se representan personajes femeninos fuertes en la televisión y el cine, y su figura sigue siendo celebrada por su capacidad de crecer, luchar y superar las adversidades.